# Tillandsia × nidus
Tillandsia × nidus là một loài lai ghép tự nhiên (T. fasciculata x T. ionantha) thuộc chi Tillandsia. Đây là loài đặc hữu của México.